# Stadtsparkasse Delbrück
Die Stadtsparkasse Delbrück war eine Sparkasse in Nordrhein-Westfalen mit Sitz in Delbrück. Sie ist eine Anstalt des öffentlichen Rechts.
Am 1. April 2023 fusionierten die Stadtsparkasse Delbrück und die Sparkasse Höxter mit der Sparkasse Paderborn-Detmold zur Sparkasse Paderborn-Detmold-Höxter.

## Geschäftsgebiet und Träger
Das Geschäftsgebiet der Stadtsparkasse Delbrück umfasste die Stadt Delbrück im Kreis Paderborn, welche auch Trägerin der Sparkasse war.